# Leucoloma squarrosulum
Leucoloma squarrosulum là một loài Rêu trong họ Dicranaceae. Loài này được (Müll. Hal.) C.H. Wright mô tả khoa học đầu tiên năm 1888.